# Flottenkreuzer
Als Flottenkreuzer wurden ab dem Ende des 19. Jahrhunderts mit der Rückkehr zur Linientaktik kleine Kreuzer bezeichnet, die relativ stark gepanzert waren und dennoch eine hohe Geschwindigkeit erreichten. Sie sollten mit den Schlachtflotten marschieren und diese vor feindlichen Torpedoboot- und Zerstörerangriffen schützen sowie die Aufklärung vor den Flotten übernehmen. Bewaffnet waren diese ähnlich den Torpedokreuzern mit mehreren Geschützen bis Kaliber 12 cm, die Bewaffnung mit Torpedorohren fehlte jedoch zugunsten einer stärkeren Panzerung fast immer ganz. Reine Flottenkreuzer wurden fast nur von Großbritannien gebaut. Die deutsche Kaiserliche Marine musste aufgrund finanzieller Probleme einige Typen von Kleinen Kreuzern zu Flottenkreuzern erklären. Diese waren den britischen Flottenkreuzern bei Geschwindigkeit und Bewaffnung allerdings unterlegen. Erst 1916 begann man im Deutschen Reich mit der Entwicklung von eigentlichen Flottenkreuzern, die jedoch nicht mehr verwirklicht wurden. Nach dem Ersten Weltkrieg wurden die Flottenkreuzer wegen der gestiegenen Anforderungen immer größer und dieser Schiffstyp ging schließlich in den Leichten Kreuzern auf.